# Karel Dittler
Karel Dittler (27. září 1910 Kyjov – 14. prosince 1984 Frýdek-Místek) byl český divadelní ředitel, dramatik, režisér, herec, překladatel, publicista, ředitel ostravského studia Československé televize a středoškolský pedagog.

## Život
Po ukončení středoškolských studií na gymnáziu v Kyjově (1929) studoval na Filozofické fakultě UK v Praze obory němčina a čeština, hrál divadlo, recitoval, překládal a své jazykové znalosti rozšířil o ruštinu. V letech 1934–1948 působil jako středoškolský profesor na gymnáziích v Brně (1934–1936), Jihlavě (1936), Jablunkově (1936), Kyjově (1937–1938), Frýdku (1938), Místku (1939–1941; 1945–1948) a v Ostravě (1942–1945). Souběžně s plněním svých pedagogických povinností spolupracoval s ochotnickými divadelními soubory, v době místeckého působení byl v roce 1941 zatčen a několik měsíců vězněn v brněnských Kounicových kolejích na základě obvinění z šíření dopisů a letáků vyzývajících k odporu proti německé okupaci.
Po osvobození krátce pracoval jako tlumočník pro velení Rudé armády, v říjnu 1945 převzal vedení nově založené divadelní scény Kytice (od 1. 12. 1945 přejmenována na Divadlo mladých v Ostravě, 1948 Městské divadlo mladých, 1955 Divadlo Petra Bezruče), kde byl navíc příležitostným hercem, režisérem, dramaturgem, autorem pohádek a překladatelem dobově tendenčních sovětských her pro děti a mládež. Od září 1948 opustil školství a přijal funkci divadelního ředitele na plný úvazek. V celostátním měřítku patřil k uznávaným metodikům mládežnických scén, organizoval semináře pro recitátory i ochotníky, patřil k propagátorům scénické poezie a malých divadelních forem.

V roce 1959 přijal do angažmá v DPB téměř kompletní tehdejší absolventský ročník DAMU vedený režisérem Janem Kačerem, s herci Petrem Čepkem, Ninou Divíškovou, Františkem Husákem, Ladislavem Mrkvičkou, Václavem Kotvou, Václavem Martincem, v souboru dále působili Jiří Kodet a krátce také Jiří Hrzán. Většina z této generačně a umělecky spřízněné skupiny později patřila k zakládajícím členům pražského Činoherního klubu.
Deset let (1961–1971) stál v čele ostravského studia Československé televize, z funkce ředitele byl odvolán a následně penzionován vzhledem k zásadnímu nesouhlasu se sovětskou okupací Československa v roce 1968. Již jako emeritus až do svého skonu v roce 1984 patřil k výrazným osobnostem českého amatérského divadla, jednak jako režisér ochotnických souborů ve Frenštátu pod Radhoštěm a v Kozlovicích, dále byl členem poradního orgánu Ústavu pro kulturně výchovnou činnost pro divadlo, pro divadlo pro děti a hrané dětmi, uměleckých porot (mj. Jiráskova Hronova), redakční rady časopisu Amatérská scéna, předsedou poroty národních přehlídek divadelní tvorby pro děti v Ostravě-Porubě a krajského poradního sboru pro divadlo tehdejšího Severomoravského kraje.

## Ocenění
- Stříbrný odznak v Divadelní žatvě 1951–52
- Literární cena města Ostravy (1952)
- 1. cena ministerstva informací a osvěty za hru Pohádka o Pecínkovi (1952)
- Zlatý odznak v Divadelní žatvě 1954–55
- Vyznamenání za dlouhouholetou práci v divadle u příležitosti desátého výročí založení Divadla Petra Bezruče (1955)
- Vyznamenání Za vynikající práci (1958)

## Dílo
Úplná bibliografie Karla Dittlera není k dispozici, mnohé jeho dramatizace literárních děl nebo překlady a jejich úpravy vznikaly jen pro potřeby jím řízeného divadelního souboru a nebyly publikovány. Nejvíce jich soustředila knihovna Institutu umění – Divadelního ústavu (41 položek), obsáhlý přehled obsahuje závěrečná část jeho biogramu ve 13. svazku Biografického slovníku českých zemí (viz Literatura).

### Monografie
- Zkameněliny : kronika života na zemi (spolu s Bohuslavem Růžičkou). Praha : Naše vojsko, 1955. 157 s.
- O čem nám vyprávějí zkameněliny (spolu s Bohuslavem Růžičkou). Praha : SNDK, 1956. 60 s.
- O čem nam rasskazyvajut okamenelosti (spolu s Bohuslavem Růžičkou). Moskva : Nauka, 1964. 69 s.
- Kronika Československé televize Ostrava za léta 1955 až 1972. Ostrava : ČSTO, 1972 (interní tisk).

### Divadelní hry

#### Publikované
- Pohádka o Pecínkovi : hra pro děti o 7 obrazech. Praha : Československé divadelní a literární jednatelství (dále ČDLJ), 1951. 44 s. (další vydání Dilia 1955).
- Sůl nad zlato : pohádka o 6 obrazech na námět Boženy Němcové. Praha : ČDLJ 1952. 99 s. (další vydání Orbis 1954; Dilia 1959).
- Libuše a Přemysl : hra z našich pověstí (pro 2. a 3. školní stupeň). Praha : ČDLJ, 1956, 69 s.
- KL 27 : fantastická hra o 3 dějstvích, 7 obrazech, pro mládež od 8 let. Praha : ČDLJ, 1958. 76 s.

#### Nevydané
- Havíř Cvrček (1950)
- Veselí muzikanti (1950)
- Hrdinové modré školy (1951-52)

### Překlady z němčiny
- KLEIST, Heinrich von. Dva dopisy / z 5. svazku Heinrich von Kleists Werke, vydaných Erichem Schmidtem v Bibliografickém institutu v Berlíně. Horní Ves : Vladimír Diviš, 1932. 40 listů (bibliofilie).
- Timur a jeho parta / podle A. Gajdara zdramatizovali ve 3 dějstvích (7 obrazech) A. Grossmann a A. Goldberg. Praha : Dilia, 1961. 57 s. (další vydání 1973).

### Překlady z ruštiny
- KASSIL, Lev. Moji drazí kluci. Praha : Mladá fronta, 1950. 49 s.
- KATAJEV, Valentin. Na obzoru plachta bílá. Praha : Mladá fronta, 1950. 37 s. (další vydání ČDLJ 1951, 1953).
- MICHALKOV, Sergej. Pionýrský šátek. Praha : Mladá fronta, 1950. 51 s. (další vydání Orbis 1955).
- SVETLOV, Michail. Po dvaceti letech. Praha : Mladá fronta, 1950. 66 s.
- GORBATOV, Boris. Mládí otců. Praha : ČDLJ, 1952. 100 s.
- IROŠNIKOVOVÁ, Irina. Kdesi v Sibiři. Praha : ČDLJ, 1952. 74 s.
- LJUBIMOVOVÁ, Valentina. Jarní přeháňka. Praha : ČDLJ, 1952. 73 s.
- MICHALKOV, Sergej. Zvláštní poslání. Praha : ČDLJ, 1953. 57 s.
- PERVENCEV, Arkadij. Komsomolská čest. Praha : ČDLJ, 1953. 79 s.
- ŠATROV, Michail. Čisté ruce. Praha : Dilia, 1958. 70 s.
- LVOVSKIJ, Michail. Krystaly OS. Praha : Dilia, 1960. 68 s.